# کهن‌سر
کهن‌سر یک روستا در ایران است که در شهرستان سیرجان واقع شده‌است.